# Adidas Terrapass
Adidas TERRAPASS foi a bola usada no Campeonato Europeu de Futebol Feminino de 2009.
Foi a primeira bola criada especialmente para o evento.
A bola, produzida pela Adidas, foi apresentada na cerimonia de sorteio dos grupos do torneio, e é muito semelhante à Europass, usada na Euro 2008 masculino.

## Uso em Outros Campeonatos
- Liga Sagres- A bola também foi usada na temporara 2009/10 da Liga Sagres. Foi a segunda bola exclusiva para uma liga de futebol em Portugal. Sua cor foi inspirada na cor da bandeira portuguesa e tem 12 círculos que destacam o brasão e o logotipo da liga sagres.

- Campeonato Europeu de Futebol Sub-21 de 2009[3]

### Terrapass Praia
Uma versão da bola, chamada "Terrapass Praia" foi feita para ser a bola oficial da Copa do Mundo FIFA de Futebol de Areia de 2009, disputada em Dubai
.